# Odontogryllus niger
Odontogryllus niger is een rechtvleugelig insect uit de familie krekels (Gryllidae). De wetenschappelijke naam van deze soort is voor het eerst geldig gepubliceerd in 1898 door Giglio-Tos.